# Roman Pikuła
Roman Józef Pikuła (ur. 18 sierpnia 1953 w Bydgoszczy) – inżynier budownictwa lądowego, przedsiębiorca.

## Kariera zawodowa
Od 1997 prezes przedsiębiorstwa Targi Pomorskie Sp. z o.o., od 2004 prezes Stowarzyszenia Ochrony Narodowego Dziedzictwa Materialnego, od 1996 komisarz Ogólnopolskiego Konkursu Otwartego „Modernizacja Roku & Budowa XXI w.”, organizator blisko 160 ogólnokrajowych i międzynarodowych targów wystawienniczych budowlanych, kolejowych, rolniczych, zaopatrzenia wojska. Pomysłodawca i współzałożyciel: Polskiej Izby Producentów Towarów i Usług na Rzecz Kolei, Stowarzyszenie na Rzecz Dostaw, Towarów i Usług dla Wojska i Straży Granicznej, Izba Przemysłowo-Handlowa Województwa Kujawsko-Pomorskiego, Stowarzyszenia Ochrony Narodowego Dziedzictwa Materialnego, Ogólnopolskiego Konkursu Otwartego „Modernizacja Roku & Budowa XXI w.”. Wydawca Ogólnopolskiego Czasopisma „Kolej Dziś i Jutro”, Ogólnopolskiego Czasopismo Budowlanego „Rom-Dom” (od 1999).

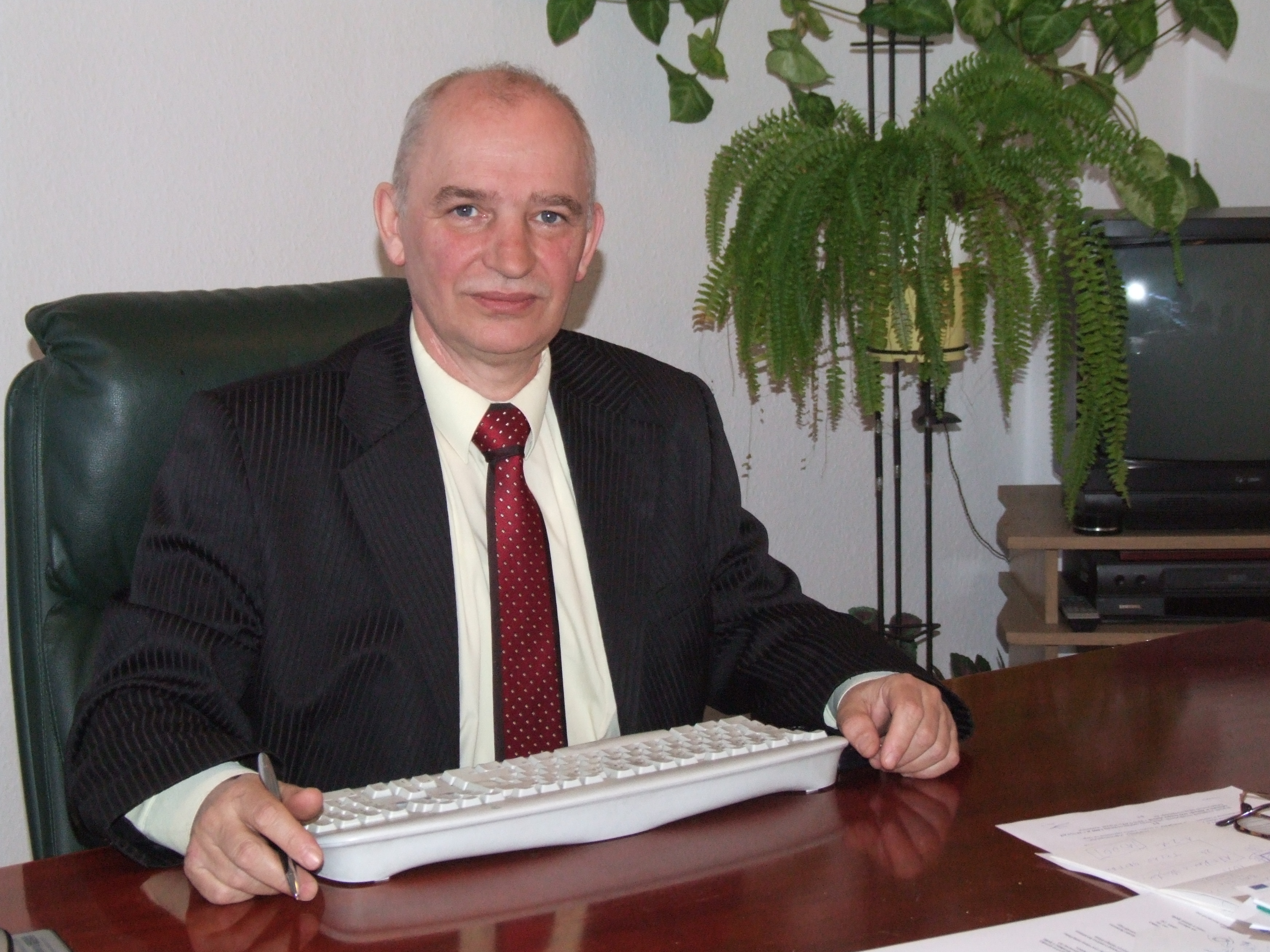
Roman Pikuła, fot. Robert Plewiński

Od 1996 komisarz Ogólnopolskiego Konkursu Otwartego „Modernizacja Roku & Budowa XXI w.” pod patronatem: GIOŚ, Dyrektor Generalny Lasów Państwowych, Związek Powiatów Polskich, patronat mediowy: Dziennik Rzeczpospolita Inżynier Budownictwa, Muratorpatronat naukowy 11 Politechnik, Instytut Badawczy Dróg i Mostów. Swoją pracę zawodową łączy z działalnością społeczną.

## Nagrody i wyróżnienia
- Srebrny Krzyż Zasługi za działalność na rzecz Polskiej Izby Przemysłowo-Handlowej Budownictwa w roku 2000[19].
- Wyróżnienie Korpusu Attaché Wojskowych Akredytowanych w Polsce w roku 2001.
- Medal Polskiej Akademii Nauk „NATURAE TUTELA RES NECESSARIA HOMINUM PRO REGIONALIBUS ET URBANIS STUDIIS”[20]. Polska Akademia Nauk Oddział w Poznaniu, Komisja Urbanistyki i Planowania Przestrzennego, Komisja Badań Regionalnych w roku 2008.